# Moviment d'Unió Nacional de Guinea Equatorial
El Moviment d'Unió Nacional de Guinea Equatorial (MUNGE) va ser un partit polític de Guinea Equatorial, nascut com un dels principals moviments independentistes del país. Així mateix, va ser la formació política més important durant l'etapa del règim autònom, entre 1964 i 1968.

## Història

### Inicis
El MUNGE va tenir els seus orígens en la Unió Popular d'Alliberament de Guinea Equatorial (UPLGE), organització de tarannà conservadora fundada en 1959 pel líder independentista Bonifacio Ondó Edu des del seu exili a Libreville, amb el suport del govern gabonès de Léon M'ba. La UPLGE havia sorgit d'una escissió del Moviment Nacional d'Alliberament de Guinea Equatorial (MONALIGE). Comptava amb suports importants a la zona suroriental del territori guineano.

### Govern autònom
Després de tornar Bonifacio Ondó a Guinea Equatorial en 1963, va transformar la UPLGE en el Moviment d'Unió Nacional de Guinea Equatorial (MUNGE) al novembre d'aquest any. Poc després es va produir l'aprovació de l'autonomia del territori, transformant-se Bonifacio Ondó en el President del Govern Autònom a partir de 1964. En establir-se formalment com a partit polític, va formar nuclis d'activitat en gairebé totes les localitats de la Guinea Espanyola.
L'11 de gener de 1964, es van convocar eleccions per renovar Juntes Veïnals, Ajuntaments i Diputacions, així com per constituir la primera Assemblea General autònoma. Només el MUNGE va participar en els comicis.
Durant el règim autònom, el MUNGE va ser un partit d'extrema dreta afí al règim franquista i d'ideologia nacionalista que va trobar suport entre gent conservadora partidària de la llei i l'ordre. També va rebre el suport dels guineans més propers a l'administració (com eren els funcionaris, els caps tradicionals i en general les persones de major edat), els fusterers, l'Església catòlica i els colons, especialment dels propietaris de finques espanyols. L'aproximació del MUNGE a la ideologia de la FET y de las JONS li va valdre ser reconegut ràpidament pel règim espanyol. El MUNGE era un partit nacionalista moderat que recolzava les polítiques reformistes d'Espanya, i va donar suport a la influència hispana en la "civilització" del poble natiu. Era partidari de mantenir els vincles amb Espanya i establir una "independència associada" no immediata amb aquest país.
La seva proximitat al règim espanyol li va valer sofrir el desprestigi entre la població guineana, ja que les institucions autònomes estaven limitades políticament i eren incapaces d'assumir les peticions de llibertat dels nacionalistes exiliats i el descontentament generalitzat del poble guineà. Això va provocar que membres del MUNGE com el Vicepresident del Govern Autònom Francisco Macías Nguema s'unissin a moviments mes radicals com el MONALIGE. No obstant això, a finalitats del Govern Autònom, el MUNGE va radicalitzar els seus plantejaments i va advocar per la independència.

### Independència i il·legalització
Va participar en la conferència que va elaborar la Constitució de Guinea Equatorial de 1968, i va advocar per l'aprovació d'aquesta constitució en el referèndum d'agost d'aquest any. A les eleccions generals de Guinea Equatorial de 1968 va presentar Bonifacio Ondó com a candidat presidencial, comptant amb el suport de la Presidència del Govern d'Espanya. Ondó va obtenir un 34,94% dels vots, quedant segon després del candidat de la Idea Popular de Guinea Equatorial (IPGE), Francisco Macías Nguema. En les eleccions parlamentàries realitzades el mateix dia, el MUNGE va obtenir 10 escons a l'Assemblea Nacional. En segona volta, Ondó va obtenir un 37,65% dels vots, sent derrotat per Macías.
Després de la Independència de Guinea Equatorial, alguns membres del MUNGE van assumir càrrecs en la nova administració del país (com el Ministre d'Educació José Nsué i el Ministre d'Hisenda Andrés Ikuga), encara que en general el partit va ser aïllat. El seu líder Bonifacio Ondó, a qui li corresponia assumir com s líder de l'oposició en l'Assemblea Nacional, es va exiliar a Gabon. Poc després seria obligat a tornar a Guinea Equatorial, i durant la Crisi diplomàtica entre Espanya i Guinea Equatorial de 1969 va ser sotmès a arrest domiciliari i posteriorment tancat a la Presó Playa Negra.
Després de l'intent de cop d'estat de març de 1969 i l'establiment d'un règim dictatorial per part de Macías, Ondó i diversos líders del MUNGE van ser assassinats.
En 1970 el MUNGE va ser il·legalitzat al costat dels altres partits existents després que Macías establís el Partit Únic Nacional dels Treballadors com partit únic i iniciés un règim dictatorial que es perllongaria fins a 1979.